# Philippa Rath
Philippa Rath OSB (* 1955 in Düsseldorf als Mechthild Rath) ist eine deutsche Benediktinerin, Politikwissenschaftlerin, Historikerin und Theologin.

## Biographie
Mechthild Rath wuchs als das sechste und jüngste Kind einer römisch-katholischen Familie auf, geprägt auch von ihrem Onkel, einem Priester. Von 1975 bis 1981 studierte sie katholische Theologie, Geschichte und Politikwissenschaft in Bonn und war als Journalistin und Lektorin in verschiedenen deutschen Medien tätig, darunter beim Herder Verlag und beim Deutschlandfunk. 1990 trat sie in die Benediktinerinnenabtei Sankt Hildegard in Eibingen bei Rüdesheim ein und erhielt den Ordensnamen Philippa. 1992 legte sie die zeitlichen Gelübde ab und 1995 die Ewige Profess. Bis 2006 war sie als Cellerarin für Wirtschaft und Finanzen der Abtei verantwortlich. Bis 2020 betreute sie ihre an der Alzheimer-Krankheit erkrankte ältere Schwester und Mitschwester Christiane Rath. Daneben arbeitet sie in der Kursarbeit und in der geistlichen Begleitung, ist Webmasterin des Klosters und für alle Medien- und Presseanfragen zuständig. Nach einem Fernstudium der Logotherapie ist sie seit 2008 Krankenhausseelsorgerin des Scivias-Krankenhauses in Rüdesheim.
Philippa Rath befasst sich intensiv mit den Schriften von Hildegard von Bingen (1098–1179) und betreute die Herausgabe ihrer kompletten Werkausgabe. Sie trug als Postulatorin mit dazu bei, dass Papst Benedikt XVI. im Jahr 2012 Hildegard von Bingen zur Heiligen für die Weltkirche erklärte und zur Kirchenlehrerin ernannte. Sie ist als Stiftungsvorstand verantwortlich für die Klosterstiftung Sankt Hildegard und für den „Verein der Freunde der Benediktinerinnenabtei St. Hildegard“.
Sie ist gewähltes Mitglied des Zentralkomitees der deutschen Katholiken. Die Deutsche Ordensobernkonferenz entsandte sie als Delegierte zum Synodalen Weg, wo sie Mitglied im Synodalforum „Frauen in Diensten und Ämtern der Kirche“ ist.
2019 wurde sie für ihr kirchliches und gesellschaftliches Engagement mit der Verdienstmedaille des Bundesverdienstkreuzes ausgezeichnet. 2023 erhielt sie den Edith-Stein-Preis, mit dem ihr Engagement für die Rechte der Frauen in der katholischen Kirche und in der Gesellschaft gewürdigt werden soll.

## Positionen
Während des Prozesses der Heiligsprechung von Hildegard von Bingen sei ihr klar geworden, dass Frauen in der katholischen Kirche Menschen zweiter Klasse seien, so berichtete Schwester Philippa später, die sich selbst als „extrem spätberufene Frauenaktivistin“ bezeichnet. Ordensfrauen in den Klöstern hingegen seien durch ihre Unabhängigkeit und Selbstständigkeit bereits gleichberechtigt. In einem Interview aus dem November 2019 sprach sie sich für mehr Geschlechtergerechtigkeit in Kirche und Gesellschaft aus und bezeichnete diese als „göttlichen Willen“: „Gott hat die Menschen als Mann und Frau erschaffen, sie sollen gemeinsam die Welt gestalten.“
Es sei daher nötig, die Strukturen in der Kirche zu überdenken. Obwohl sich Verantwortungsträger in der katholischen Kirche Frauen als Priesterinnen nicht vorstellen könnten, „gebe es sehr wohl viele Frauen, die sich zum Priesterinnen- und Diakoninnenamt berufen wissen und die daran leiden, ausgeschlossen und diskriminiert zu sein“. 2019 gab sie das Buch Weil Gott es so will – Frauen erzählen von ihrer Berufung zur Diakonin und Priesterin mit 150 Zeugnissen von berufenen Frauen heraus; eine Publikation, die etwa das Kölner Domradio als „aufsehenerregend“ bezeichnete. Ende Januar 2022 folgte der Band Frauen ins Amt! – Männer der Kirche solidarisieren sich. Sie geht davon aus, dass in 10–20 Jahren die ersten Priesterinnen in der römisch-katholischen Kirche geweiht werden: „Ich bin sicher, ich erlebe es noch“.

## Ehrungen
2023 erhielt sie den Edith-Stein-Preis in Göttingen. Die Laudatio hielt die Erfurter Theologieprofessorin Julia Knop.

## Publikationen (Auswahl)
- Christian Schütz/Philippa Rath (Hrsg.): Der Benediktinerorden. Gott suchen in Gebet und Arbeit. Matthias-Grünewald-Verlag, Ostfildern 2009, ISBN 978-3-8367-0506-6.
- Benediktinerinnenabtei St. Hildegard, Rüdesheim-Eibingen. Imhof, Petersberg 2012, ISBN 978-3-935590-46-4.
- Hildegarde de Bingen, sites historiques. Schnell + Steiner, Regensburg 2014, ISBN 978-3-7954-8070-7.
- Als Herausgeberin: „... weil Gott es so will“ : Frauen erzählen von ihrer Berufung zur Diakonin und Priesterin. Herder, Freiburg/Basel/Wien 2021, ISBN 978-3-451-39153-8.
- Philippa Rath/Burkhard Hose (Hrsg.): Frauen ins Amt! Männer der Kirche solidarisieren sich. Herder, Freiburg/Basel/Wien 2022, ISBN 978-3-451-39253-5.